# Холодно (альбом)
«Холодно» — дебютный сольный альбом российского рэп-исполнителя Slim’а, вышедший в сентябре 2009 года. Это был первый из трёх представленных сольных альбомов участников группы «CENTR». Это более жёсткий, серьёзный и жизненный альбом, чем ранее издавались Slim’ом вместе с группой «CENTR». На пластинку вошло 18 композиций, среди которых присутствуют как сольные треки, так и различные дуэты с такими исполнителями, как Птаха, Guf, Mesr (ex-Чёрная Экономика), 1000 Слов, НеБездари, Стриж, Смоки Мо, Loc-Dog, Ай-Q и 5Плюх.

## Видеоклипы
С альбома на песни Холодно, Бег, Будь Осторожен, Крылья, и Звезды свет были сняты клипы.

### Клип «Бег»
Сняли клип на трек «Бег» с Константой, снимали в Нью-Йорке, так что Москва–Нью-Йорк, айо, все круто. Часть на Манхэттене отсняли. Что-то в Бруклине. В этом же районе знаменитый «Реквием по мечте» был снят. Вообще было весело, обычно все во время съёмок серьёзные.
- Slim

### Клип «Крылья»
Съёмки прошли в Москве на четырёх точках: крыша, лифт, улица, спальня. Режиссёром клипа выступил Арсений Горпинченко из Таллина (Эстония). 
У меня немного лирики, потому что я редко пишу о чувствах и нестандартно. Я преподношу любовь, отношения с другой стороны и не так как все, более жестко. Это меня и отличает от других исполнителей. Мне было приятно познакомиться с ребятами из Just chill (Creative Production). Были экстремальные съемки, много импровизации, что-то придумывали на ходу. Но в итоге, надеюсь, что получится очень круто.
- Slim
КЛИП ХОЛОДНО
Был снят на Украине.В клипе снималась Лера Кондра,которая позже призналась,что ей было интересно работать со Slimʹом

## Презентация альбома
Презентация альбома прошла 8 октября 2009 года в клубе 16 Тонн. В этот день на поддержку альбома пришло около 700 человек, никто такого ажиотажа не ожидал. Как сам Slim, так и организаторы концерта были в шоке от толпы, которая стояла около дверей клуба. Позитивная атмосфера, отличный звук, профессиональное выступление Slim’a и его гостей оправдали ожидания многих. 
Был крутой концерт. Не ожидал, что столько будет народу. В Интернете пишут мне и благодарят за концерт. На самом деле была большая программа. Барабанщик, DJ и мои друзья многое сделали для концерта. Он получился не хуже и не лучше, чем концерт группы Centr в "16 Тонн". Спасибо всем, что пришли. И увидимся на последующих концертах, один из них пройдет в Санкт-Петербурге 23 октября.
- Slim
Не оставил равнодушными поклонников трек «Звезды свет», который просили выкрикивая из зала, подпевали и качались в такт, а уже полюбившийся многим трек «Холодно» вызвал настоящий фурор, который сопровождался искусственным сымитированным снегом. На презентации присутствовали близкие друзья «Slim»'а: Птаха, 5Плюх,Смоки Мо,, Принцип, Стриж, 1000 слов, Loc Dog, Ай-Q, которые вместе с ним исполнили многие треки. После концерта люди долго не хотели расходиться.

## Список композиций
| №   | Название                                   | Текст песни                   | Музыка      | Длительность |
| --- | ------------------------------------------ | ----------------------------- | ----------- | ------------ |
| 1.  | «Интро»                                    | Slim, Ваня Ленин              | PTF         | 1:06         |
| 2.  | «Жду лета»                                 | Slim, Ваня Ленин              | Slim        | 3:03         |
| 3.  | «Будь осторожен»                           | Slim                          | Slim        | 3:31         |
| 4.  | «Холодно»                                  | Slim                          | Slim        | 3:08         |
| 5.  | «Воздух» (уч. Guf, Птаха)                  | Slim, Guf, Птаха, Ваня Ленин  | Slim        | 3:40         |
| 6.  | «Огоньки» (уч. Mesr)                       | Slim, Mesr                    | Slim        | 4:12         |
| 7.  | «Таблетка (скит)»                          | Slim, Guf, Птаха              | PTF         | 2:18         |
| 8.  | «Володя Медведев»                          | Slim, Ваня Ленин              | Plutoniy    | 3:46         |
| 9.  | «Ситуации» (уч. «1000 Слов»)               | Slim, Джино, Скин, Ваня Ленин | Slim        | 4:12         |
| 10. | «Звезды свет» (уч. «НеБезДари»)            | Slim, Naf, Base               | Naf         | 4:37         |
| 11. | «Про нежность» (уч. Стриж)                 | Slim, Ваня Ленин, Стриж       | Slim        | 3:35         |
| 12. | «Мой мир»                                  | Slim                          | Slim        | 3:07         |
| 13. | «Бег» (уч. «Константа»)                    | Slim, Митя, Словетский        | Slim        | 4:56         |
| 14. | «Крылья» (уч. Ай-Q)                        | Slim, Ай-Q                    | PTF         | 4:33         |
| 15. | «Шоу продолжается» (уч. Смоки Мо, Loc-Dog) | Slim, Смоки Мо, Loc-Dog       | Slim        | 3:58         |
| 16. | «Пока мы летаем» (уч. 5 Плюх)              | Slim, 5 Плюх                  | Slim        | 3:50         |
| 17. | «Нас будешь помнить»                       | Slim                          | DJ Nik-One  | 4:16         |
| 18. | «Крылья (рок-версия)» (уч. Ай-Q)           | Slim, Ай-Q                    | Ignat Beatz | 4:48         |

## Участники записи
- Сведение: IgnatBeatz (1-9, 11-13, 15-18), Naf (10), Ай-Q (14)
- Мастеринг: Sascha «Busy» Buhren at TrueBusynessMastering/Germany
- Скрейчи: DJ Booch (9), DJ Tactics (11), DJ Nik-One (17)
- Фото: Влад Крамской
- Дизайн Обложки: 5NAK[6]